# Novafabricia brunnea
Novafabricia brunnea är en ringmaskart som först beskrevs av Hartman 1969.  Novafabricia brunnea ingår i släktet Novafabricia och familjen Sabellidae. Inga underarter finns listade i Catalogue of Life.